# 奧奈達 (肯塔基州)
奧奈達（英語：Oneida）是位於美國肯塔基州克萊縣的一個人口普查指定地區。

## 人口
根據2020年美國人口普查的數據，奧奈達的面積為5.43平方千米，當中陸地面積為5.29平方千米，而水域面積為0.14平方千米。當地共有人口238人，而人口密度為每平方千米43.83人。